# عمير السيد
عمير عبد الله السيد لاعب كرة قدم قطري، ولد في (31 يناير 2000) ، يلعب لصالح نادي الوكرة.